# Slaská
Slaská (in ungherese Mogyorómál, in tedesco Mühlendorf o Leskowitz) è un comune della Slovacchia facente parte del distretto di Žiar nad Hronom, nella regione di Banská Bystrica.

## Storia
Il villaggio è citato per la prima volta nel 1454, con il nome di Szilezka. Appartenne all'arcivescovato di Strigonio, e dal 1776 alla diocesi di Banská Bystrica.